# シェリル・ミサック
シェリル・ジェーン・ミサック FRSC (Cheryl Jayne Misak, 1961年 - ) は、カナダ出身の哲学者。プラグマティズム史・分析哲学史・真理論・認識論・熟議民主主義論の研究で知られる。

## 経歴
教員の母のもとカナダのアルバータ州レスブリッジに生まれる。1983年レスブリッジ大学で学士号を取得した後、アメリカのコロンビア大学で修士号を取得。1988年、イギリスのオックスフォード大学でスーザン・ハークとデイヴィッド・ウィギンズの指導のもと博士号 (D.Phil) を取得。1990年からトロント大学哲学科教授を務める。2009年同校の副学長とプロヴォストに就任。2020年同校のマンク国際問題研究所の所長に就任。
2001年カナダ王立協会フェローに選出。2005年アルバータ州百周年メダルを受賞。2009年母校レスブリッジ大学の特別卒業生賞を受賞。2011年チャールズ・サンダース・パース協会会長に就任。2017年グッゲンハイム・フェローを受賞。その他、ハーバード大学や北欧など世界各地で講義・講演しており、サバティカルの際には南アフリカ、イギリス、ドイツ、ニュージーランドを訪れている。
主な研究として、認識論的観点からの熟議民主主義の擁護、パースの真理論の再解釈、フランク・ラムゼイの再解釈、ローティやブランダムのネオプラグマティズム的傾向から距離を置いたプラグマティズム史観、医療倫理、などを扱っている。

## 著作

### 日本語訳
- Misak, Cheryl J. (2000). Truth, Politics, Morality: Pragmatism and Deliberation. Routledge. ISBN 978-0-203-16228-6. OCLC 179161004
  - C・ミサック著、加藤隆文・嘉目道人・谷川嘉浩訳『真理・政治・道徳：プラグマティズムと熟議』名古屋大学出版会、2023年。
- Misak, Cheryl J. (2013). The American Pragmatists. Oxford University Press. ISBN 978-0-19-165138-0. OCLC 828143682
  - シェリル・ミサック著、加藤隆文訳『プラグマティズムの歩き方：21世紀のためのアメリカ哲学案内』上下巻、勁草書房〈現代プラグマティズム叢書〉、2019年。上巻ISBN 9784326199785、下巻ISBN 9784326199792。

## 関連文献
- 生澤繁樹 著「「教育」を必要とするデモクラシー」、田畑真一；玉手慎太郎；山本圭 編『政治において正しいとはどういうことか：ポスト基礎付け主義と規範の行方』勁草書房、2019年。ISBN 9784326302772。
- 伊藤克彦 著「プラグマティズムと政府」、菊池理夫；有賀誠；田上孝一 編『政府と政治理論：思想と実践』晃洋書房、2017年。ISBN 9784771028210。
- 伊藤邦武「第3章 これからのプラグマティズム 第3節ハークとミサック」『プラグマティズム入門』筑摩書房〈ちくま新書〉、2016年。ISBN 9784480068705。
- 加賀裕郎「第13章 民主的な推論の理論2 パトナム、ミサックを中心に」『民主主義の哲学：デューイ思想の形成と展開』ナカニシヤ出版、2020年。ISBN 9784779514661。